# Johannes Meinhardt
Johannes Meinhardt (* 20. Januar 1922 in Erfurt; † 13. März 2013 in Tübingen) war ein deutscher Jurist und Richter am Bundessozialgericht.

## Leben
Johannes Meinhardt legte sein Abitur in Halle an der Saale ab. Nach dem Studium in Jena und dem juristischen Vorbereitungsdienst war er zunächst von 1950 bis 1962 als Richter in der ordentlichen Gerichtsbarkeit an den Amtsgerichten Schwäbisch Gmünd und Geislingen sowie dem Landgericht Ulm tätig, bevor er an das Oberlandesgericht Stuttgart abgeordnet wurde. 
Im November 1962 wechselte er in die Sozialgerichtsbarkeit und wurde Richter am Landessozialgericht Baden-Württemberg. 1972 wurde er Präsident eines Senates des  Landessozialgerichts Baden-Württemberg. Im September 1975 bis zu seinem Eintritt in den Ruhestand im Februar 1989 war Meinhardt als Bundesrichter am Bundessozialgericht tätig. Er gehörte dort unterschiedlichen Senaten an und befasste sich mit Fällen aus den Bereichen Krankenversicherung, Rentenversicherung der Arbeiter und Angestellten, Kassenarztrecht und Arbeitsförderungsrecht.
Meinhardt war Mitglied der katholischen Studentenverbindung KStV Alamannia Tübingen.
Er verstarb im Alter von 91 Jahren in Tübingen.